# Aphelenchoides heterophallus
Aphelenchoides heterophallus is een rondwormensoort uit de familie van de Aphelenchoididae. De wetenschappelijke naam van de soort is voor het eerst geldig gepubliceerd in 1934 door Steiner.